# Phumzile Mlambo-Ngcuka
Phumzile Mlambo-Ngcuka (Clermont, 3 november 1955) is een onder-secretaris-generaal van de Verenigde Naties en administratief directeur van het VN-orgaan UN Women. Ze was de opvolger van Michelle Bachelet, de voormalige presidente van Chili. 
Voorheen was ze een Zuid-Afrikaans politica die tussen 2005 en 2008 de functie van vicepresident vervulde. Ze was de eerste vrouw met een dergelijke positie en op dat moment de hoogst rankende vrouw in de geschiedenis van Zuid-Afrika.
- International Standard Name Identifier: 0000 0004 4456 0114
- Library of Congress Control Number: no2014168921
- Nederlandse Thesaurus van Auteursnamen: 41053398X
- Virtual International Authority File: 313410116
- WorldCat: E39PBJhxqXvKhcyMVQxGYqW7HC